# Лазаревской, Леонтий
Лео́нтий Лазаревско́й (Лёва) — российский дипломат, посол, дьяк посольского приказа XVII века, живший в Константинополе.
В марте 1628 года — участник посольства стольника,  воеводы Семёна Дементьевича Яковлева в Царьград, в 1633 году — подьячий, гонец в Царьград, также участвовал в посольстве боярина Ильи Даниловича Милославского в Стамбул к султану Ибрагиму I в 1643 году по поводу возвращения Азова с заверением ему от царя Михаила Федоровича «быть в крепкой братской дружбе и любви».
В 1635/1636 и 1642/1643 годах — дьяк Государевой Мастерской палаты.
В июне 1643 года был на Дону.
Статейный список, написанный им о посольстве, был напечатан во «Временнике» Московского общества истории и древностей Российских.